# نبرد پسندال
نبرد سوم ایپر (به آلمانی: Dritte Flandernschlacht) (به فرانسوی: Troisième Bataille des Flandres) که همچنین به عنوان نبرد پَسِنْدال (به فرانسوی: Bataille de Passchendaele) یا پَشِنْدِیْل، پَس‌چِندِیل یا پاس‌چندایل شناخته می‌شود، نبردی در جنگ جهانی اول بود که با تهاجم متفقین به مواضع امپراتوری آلمان در ایپر آغاز شد. این نبرد از ژوئیه تا نوامبر ۱۹۱۷، برای کنترل ارتفاعات جنوب و شرق شهر ایپر بلژیک ادامه داشت.
این نبرد با مجموعه ای از تلاش‌های ناموفق بریتانیایی‌ها برای تصرف روستای پسندال، که در ارتفاعات قرار داشت و یک مزیت استراتژیک ارائه می‌کرد، همراه بود. نبرد وحشتناک و شرایط سخت بود، باران شدید، میدان جنگ را به باتلاقی از گل و آب تبدیل کرد.
با وجود تلفات سنگین از هر دو طرف، انگلیسی‌ها در نهایت موفق شدند پسندال را تصرف کنند، اما هزینه پیروزی بسیار زیاد بود. نبرد اغلب به عنوان نمادی از بیهودگی جنگ خندق و تلفات بی‌معنای جانی که مشخصه جنگ در جبهه غرب بود، دیده می‌شود.

## یادداشت
1. ↑  آمار تلفات ابتدا اندکی بیشتر از ۳۰۰٬۰۰۰ انگلیسی و کمتر از ۲۰۰٬۰۰۰ آلمانی اعلام شد اما در ۳۰ سال بعد منابع بریتانیایی این آمار را تحریف کرده و به ۲۰۰٬۰۰۰ انگلیسی و ۴۰۰٬۰۰۰ آلمانی تبدیل کردند.[۱]
2. ↑  آمار تلفات ابتدا اندکی بیشتر از ۳۰۰٬۰۰۰ انگلیسی و کمتر از ۲۰۰٬۰۰۰ آلمانی اعلام شد اما در ۳۰ سال بعد منابع بریتانیایی این آمار را تحریف کرده و به ۲۰۰٬۰۰۰ انگلیسی و ۴۰۰٬۰۰۰ آلمانی تبدیل کردند.[۲]
3. ↑  هر دو به معنی نبرد سوم فلاندر